# Олимпийский комитет Американского Самоа
Национальный олимпийский комитет Американского Самоа (англ. American Samoa National Olympic Committee; уникальный код МОК — ASA) — организация, представляющая Американское Самоа в международном олимпийском движении. Штаб-квартира расположена в Паго-Паго. Комитет основан в 1985 году, в 1987 году был принят в МОК, является членом ОНОК, организует участие спортсменов из Американского Самоа в Олимпийских, Тихоокеанских играх и других международных соревнованиях. 